# Monitor (affärssystem)
Monitor ERP System är ett affärssystem (ERP-system) som är framtaget av det svenska företaget Monitor ERP System AB.

## Historia
Företaget Monitor ERP System AB grundades 1974 och hette till en början Verkstadsteknik Persson & Co. Det var då ett renodlat konsultföretag inom produktionsteknik. I slutet på 1970-talet påbörjades utveckling av ett tidkalkylprogram, sedermera utökat till MPS-system. Sedan 1982 har företaget levererat MPS-system. Antalet anställda var då sex personer. 1993 bytte företaget namn till Monitor Industriutveckling AB. Hösten 2012 bytte företaget namn till Monitor ERP System AB. Verksamheten idag omfattar Monitor affärssystem samt konsulthjälp för tillverkande företag.

## System
Verksamheten omfattar utveckling, försäljning, utbildning, konsultverksamhet och support inom affärssystemet Monitor ERP. Företaget har idag över 500 anställda, varav merparten är stationerade på huvudkontoret i Hudiksvall. Där sker även all utveckling av programvaran.
I Sverige sker all utbildning och försäljning i egen regi. Utanför Sverige har Monitor egna bolag och partners som sköter försäljning och utbildning. Monitor finns representerade i Finland, Norge, Danmark, Litauen, Polen, Tyskland, Singapore, Malaysia och Kina. Monitor finns idag installerat hos över 5000 företag i över 30 länder. Flertalet av dessa installationer finns i Sverige men allt fler kunder finns i andra länder. Monitor är i dagsläget översatt till 14 språk.